# Hypnum propinquum
Hypnum propinquum là một loài Rêu trong họ Hypnaceae. Loài này được Harv. mô tả khoa học đầu tiên năm 1837.